# Microcharon halophilus
Microcharon halophilus is een pissebed uit de familie Lepidocharontidae. De wetenschappelijke naam van de soort is voor het eerst geldig gepubliceerd in 1965 door Birstein & Ljovuschkin.